# Кузнецово (Афанасьєвський район)
Кузнецо́во (рос. Кузнецово) — присілок у складі Афанасьєвського району Кіровської області, Росія. Входить до складу Пашинського сільського поселення.
Населення становить 10 осіб (2010, 13 у 2002).
Національний склад станом на 2002 рік — росіяни 92 %.